# Prinhac e Marcamps
Prinhac e Marcamps (en francès Prignac-et-Marcamps) és un municipi francès situat al departament de la Gironda i a la regió de la Nova Aquitània.

## Demografia
| 1962                                       | 1968 | 1975  | 1982  | 1990  | 1999  | 2007  |
| ------------------------------------------ | ---- | ----- | ----- | ----- | ----- | ----- |
| 806                                        | 812  | 1.069 | 1.262 | 1.268 | 1.286 | 1.362 |
| Des de 1962: població sense dobles comptes |      |       |       |       |       |       |

## Administració
| Període | Identitat     | Partit |
| ------- | ------------- | ------ |
| 2001-   | Max Jean-Jean | PS     |